# Portrait inachevé de Franklin D. Roosevelt
Le Portrait inachevé de Franklin D. Roosevelt est une aquarelle d'Elizabeth Shoumatoff représentant Franklin Delano Roosevelt. Il fut inachevé car sa chute le 12 avril 1945, puis son décès empêchèrent la fin de la réalisation de ce tableau.

## Histoire
En 1943, la peintre Elizabeth Shoumatoff passa un accord avec son amie et cliente Lucy Mercer Rutherfurd, connue pour être la maîtresse du Président : celle-ci continuerait à prendre ses dispositions avec le Président et Elizabeth Shoumatoff aurait deux jours sur deux semaines pour peindre le tableau. Elle a dit de l'accord : "j'ai été prise au piège dans quelque chose que j'avais ni souhaité, ni planifié."  Elle a continué à parler de l'incapacité de baisser le niveau requis de l'honneur de sélection pour une commission présidentielle.

## Réalisation de l’œuvre
Elizabeth Shoumatoff commença a travailler sur le portrait du président aux alentours de midi le 12 avril 1945. Roosevelt servait de modèle quand il s'exclama "Je ressens une douleur atroce à l'arrière de mon crâne." et s'effondra, inconscient, puis fut transporté jusqu'à sa chambre. Le Cardiologue attitré du président, le Dr. Howard Bruenn, diagnostiqua une hémorragie cérébrale massive. Roosevelt ne reprit jamais conscience et mourut à 15h35 ce jour-là. Shoumatoff ne finit jamais le portrait.
Le Portrait inachevé montre un Roosevelt fatigué par la maladie se reposant à Warm Springs, Géorgie, connue comme la Little White House (petite Maison blanche).
Plus tard, Elizabeth Shoumatoff décida d'achever le portrait pour entretenir le souvenir de Roosevelt. Elle fit une autre peinture basée sur son souvenir du Président. Une des différences est que la cravate d'origine était bleue alors que celle du tableau est rouge. Tous les autres aspects sont complètement identiques. Le Portrait est désormais dans la Legacy Exhibit à côté du site historique originel de la Little White House à Warm Springs.